# 三陟駅
三陟駅（サムチョクえき）は、大韓民国江原特別自治道三陟市史直洞にある韓国鉄道公社東海線および三陟線の駅である。

## 歴史
- 1944年2月11日：三陟線開通と同時に開業。
- 1958年6月13日：新駅舎が竣工。
- 1991年8月20日：旅客営業中止。
- 1994年1月1日：荷物車の取り扱い中止。
- 2007年7月25日：海列車の運行開始に伴い、旅客営業を再開。
- 2019年6月3日：東海線の建設工事に伴い、旅客営業を再び停止。
- 2025年1月1日：東海線が当駅まで開通して全線開業。また、これにより旅客営業を再開。新駅舎が共用開始される[1]。

## 駅構造
島式ホーム1面2線の地上駅。

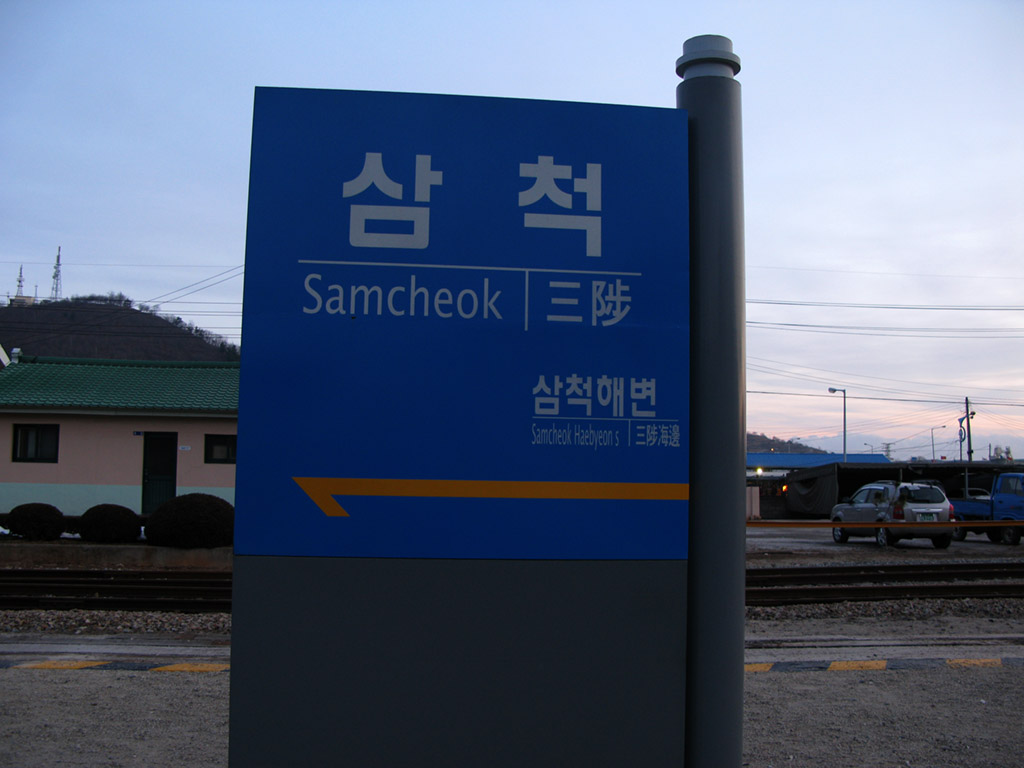
駅名標
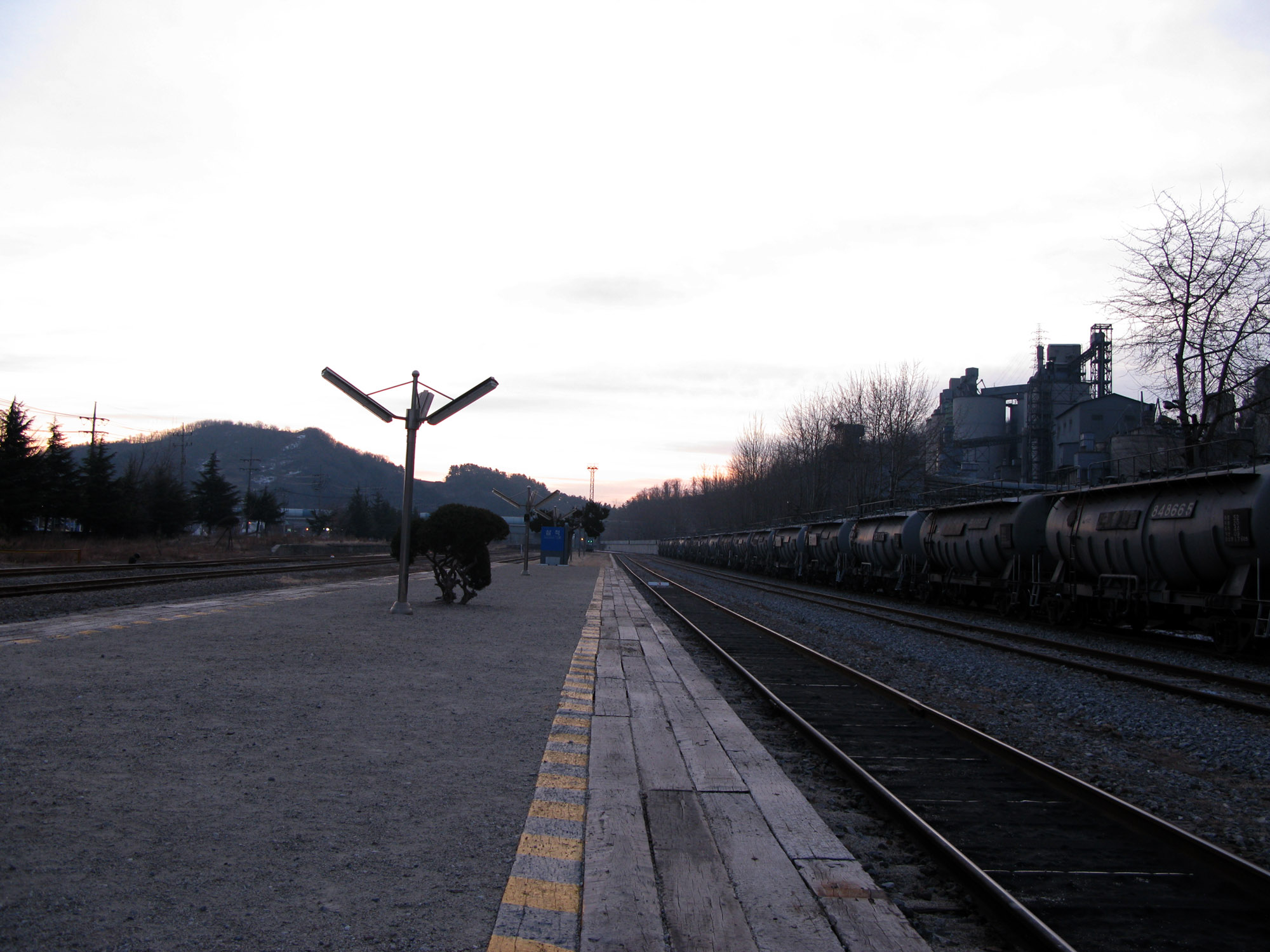
ホーム

## 駅周辺
- 韓国電力公社三陟支社
- 汀羅洞住民センター
- 汀羅郵便局
- 汀羅派出所

## 隣の駅
韓国鉄道公社
東海線
近徳駅 - 三陟駅
三陟線
三陟海辺駅 - 三陟駅